# Allium sacculiferum
Allium sacculiferum — вид рослин з родини амарилісових (Amaryllidaceae); поширений у східній Азії.

## Опис
Цибулина поодинока або часто парна, циліндрична або яйцеподібно-циліндрична, 0.7–1.5(2) см у діаметрі; зовнішня оболонка від темно-коричневої до коричнево-чорної. Листків 3–5(7), лінійні, коротші від стеблини, (2)3–4(5) мм завширшки, краї гладкі. Стеблина 30–60(70) см, кругла в перерізі, вкрита листовими піхвами на 1/4–1/2 довжини. Зонтик кулястий, густо багатоквітковий. Оцвітина від бузково-рожевої до червоно-фіолетової; сегменти з темно-червоною або пурпурною серединною жилкою; зовнішні еліптичні, човноподібні, 4–4.5 × ≈ 2 мм, верхівкові тупі; внутрішні еліптичні, 4.5–5(5.5) × 2–2.5 мм, верхівки урізані. 2n = 16. Період цвітіння: серпень — вересень.

## Поширення
Поширення: Японія, Корея, Китай — Хейлунцзян, Цзілінь, Ляанін, північно-східна Внутрішня Монголія, Росія — Далекий Схід.
Населяє луки, річки, озера; 100–500 м.